# Javier López García
Francisco Javier López García (Laredo, Cantabria; 14 de octubre de 1950), conocido como Javier López o simplemente López, es un exfutbolista español que desarrolló la mayor parte de su carrera deportiva en el Real Betis Balompié, con el que obtuvo la Copa del Rey del año 1977 y logró formar parte de la selección española.

## Trayectoria
Nació en Laredo (Cantabria) el 14 de octubre de 1950. Se inició en el Laredo en la Tercera División. De allí pasó a la Gimnástica de Torrelavega, donde llegó a ser el jugador mejor pagado de Cantabria.
En 1969, tras un frustrado fichaje por el Atlético de Madrid, que lo rechazó en el reconocimiento médico, fue pretendido por el Sevilla F. C., aunque finalmente acabó contratado en diciembre de 1970 por el Real Betis Balompié.
Debutó en la liga con el Betis, en segunda división, el 10 de enero de 1971 frente al Burgos, con Antonio Barrios como entrenador. Ese año consiguió el equipo el ascenso a primera. Permaneció en el equipo hasta 1982. Con el Betis obtuvo la Copa del Rey en 1977, en la que marcó los dos goles en la final contra el Athletic Club de Bilbao y también transformó el tercero de los penaltis de la serie que se lanzaron al terminar el partido con empate a dos.
Durante sus mejores años en el equipo verdiblanco, formó un gran centro del campo  junto a Julio Cardeñosa y Sebastián Alabanda, alcanzando todos ellos la internacionalidad; el entonces entrenador del Milán, Nils Liedholm, opinó tras su eliminación frente al Betis en la Recopa de Europa de 1977, que el equipo bético formaba el mejor centro del campo de Europa de la época. Al abandonar el Betis en 1982, jugó en el Mallorca y el Granada.

## Selección Española
Fue convocado en varias ocasiones por el entonces seleccionador español, Ladislao Kubala y jugó un partido con la selección, el 21 de septiembre de 1977 contra Suiza en Berna, con triunfo español por 1-2.

## Clubes
| Club                         | País   | Año       |
| ---------------------------- | ------ | --------- |
| Gimnástica de Torrelavega    | España | 1967-1969 |
| Real Betis Balompié          | España | 1970-1982 |
| Real Club Deportivo Mallorca | España | 1982-1983 |
| Granada C.F.                 | España | 1983      |